# Famille d'Aliney d'Elva
La famille d'Aliney d'Elva est une famille noble française originaire du Piémont, en Italie, où elle a été anoblie en 1599. Elle vint s'installer en France sous Louis XV, en la personne de Joseph d'Aliney d'Elva. Cette famille s'est éteinte au XXe siècle.

## Histoire
Joseph d'Aliney d'Elva, officier dans les armées du roi, épousa Marie Desnos de La Feuillée, puis en secondes noces Claudine Dulau. Son fils du second lit Armand prit aussi le métier des armes. Blessé au combat en Espagne, il se trouva prématurément à la retraite et put alors se consacrer à l'administration de la commune de Changé, dont il resta maire de 1813 à 1857.

## Filiation
- Joseph Jean Baptiste d'Aliney d'Elva (1715-1797), maréchal de camp
x Marie des Nos de La Feuillée
x Claudine Césarine du Lau d'Allean, dont :
  - Armand Césaire Jacques d'Aliney d'Elva (1786-1857) x Cécile de Royers de la Brissolière, dont :
    - Auguste Armand Césaire d'Aliney d'Elva (1823-1891) x Alix de Quelen, dont :
      - Christian d'Aliney d'Elva x Elise Marie Dumont, dont :
        - Henriette d'Aliney d'Elva
        - Christiane d'Aliney d'Elva

      - Olivier d'Aliney d'Elva
      - Marie Alix d'Aliney d'Elva
      - Armand Joseph d'Aliney d'Elva x Christine Coulon des Rochers, dont :
        - Catherine d'Aliney d'Elva x baron François Gérard

## Joseph d'Elva
L'ancien maréchal de camp termine sa longue vie à Paris en l'an V (1797), non sans avoir préalablement, le 7 décembre 1790, acquis le prieuré de Changé, près de Laval, par vente de Biens Nationaux. Il fit l'acquisition de la maison prieurale (composée d'un principal corps de bâtiments avec deux pavillons, dont l'un, vers le nord, contenait la chapelle, et l'autre, la cuisine), du domaine et des dépendances, mais aussi de toutes les métairies, closeries et autres pescheries dont le prieuré était gérant.
Il se maria à deux reprises, tout d'abord avec la demoiselle des Nos de La Feuillée, dont la mort prématurée ne lui permit pas d'avoir une descendance, et par la suite avec Claudine Dulau qui lui donna une fille et deux fils : Armand et Félicité (ce dernier mourut en 1788).
Avant de s'installer à Changé, ils habitaient Paris, au 1391 de la rue-Cul-de-Sac-Notre-Dame-des-Champs. Joseph d'Aliney d'Elva n'eut pas vraiment le temps de profiter de sa nouvelle demeure de la campagne mayennaise ; il mourut en mars 1797. Les nouveaux propriétaires, habitant à Paris, ne vinrent vraiment s'installer dans la commune de Changé que dans la première moitié du XIXe siècle. Pendant cette période d'inoccupation des lieux, ils délèguent leurs pouvoirs terriens sur la commune au sieur Gougeon de la Roche qui occupa le poste de fermier général pour le compte de la famille d'Elva, en tant que gestionnaire, intermédiaire et superviseur des différentes tâches liées à ces nouvelles acquisitions.
Sa veuve se retira plus tard dans la même localité (Changé), où elle s'occupa de gérer ces biens et où elle mourut en 1825. Elle put ainsi voir encore en 1820 le mariage de son fils Armand, avec Cécile de Royers. Bien implantés dans leur nouvelle patrie, les fils, les petits-fils et arrière-petits-fils du maréchal de camp occuperont la mairie de Changé pendant tout le XIXe et une partie du XXe siècle.

## Armand d'Elva
Né à Paris en 1786, ancien officier des Dragons, blessé plusieurs fois sous le 1er Empire, officier de la légion d'honneur et maire de la commune de Changé, le nouveau propriétaire eut une vie assez bien remplie...Pilier de la commune de Changé, Armand d'Aliney est à l'origine de nombreuses initiatives propices au développement du village : il fait créer un établissement pour les sœurs institutrices et une maison d'école pour les garçons. Il obtient également des financements pour l'amélioration des routes d'accès à Changé...  Les constructions du prieuré, comme le montre le cadastre napoléonien de 1814, n'ont véritablement été transformées que vers 1840. La démolition de l'ancienne chapelle, sur la demande de Joseph d'Aliney d'Elva, permit d'agrandir l'habitation par l'adjonction d'une aile bâtie en retour au pignon nord de l'ancien logis.
Par ces travaux commence la disparition progressive des différents bâtiments qui constituaient l'ancien prieuré de Changé. Actuellement, les seuls vestiges de cette époque se trouvent dans les sous-sols du château, l'édifice actuel ayant été construit sur les caves de l'ancienne maison prieurale.

## Auguste d'Elva
Né à Changé le 18 août 1824, Auguste, fils unique d'Armand et de Cécile de Royers, épouse Alix de Quelen le 28 novembre 1849.
Cette nouvelle génération de la famille d'Elva est à l'origine de nombreuses réalisations, autant sur leurs propriétés que sur la commune.
Au château de Changé, lors de leur mariage en 1849, le jeune couple avait reçu en cadeau la réalisation du décor de la salle à manger. Ces boiseries ornent l'actuelle salle des mariages. Deux éléments particuliers de ce mobilier se font face : une bibliothèque et une cheminée. Cette dernière, en partie haute, est sculptée aux armes de la famille italienne des d'Elva et de la famille bretonne des Quelen. De part et d'autre de l'âtre, deux petites sculptures représentent les bustes des jeunes mariés costumés en couple royal du Moyen Âge. Dans les années 1860, Alix est également à l'origine de la construction de l'aile fermant la cour au sud, de l'orangerie et du tracé du parc à l'anglaise.

## Christian d'Elva
Né à Changé, le 21 septembre 1850, Christian, fils aîné d'Auguste et d'Alix de Quelen, est maire de Changé de 1884 à 1925, conseiller général du canton de Laval-Ouest de 1889 à 1925, député de la Mayenne de 1889 à 1906 puis sénateur de 1906 à 1925. Christian d'Elva fut très impliqué dans la vie politique du département. Il décède en mars 1925.

## Henriette d'Aliney d'Elva
Fille ainée de Christian d'Aliney et d'Elisabeth Dumont, elle épouse Edmond Liger de Chauvigny. Ils acquièrent auprès de sa mère, Elise le 19 juillet 1911, et moyennant la somme de 80 000 F, le château de Changé. Après la mort de son mari, un retour « laborieux » dans la demeure changéenne, à la suite de l'occupation répétée des lieux (Allemands, réfugiés...), elle doit mettre en vente le château familial en 1962. Dans cette vente, la commune n'obtient que la demeure et les parties est et ouest du parc. En effet, Mme Liger de Chauvigny reste propriétaire des écuries où elle avait aménagé son habitation, de quelques dépendances, ainsi que la majorité du parc, côté sud, jusqu'à sa mort en 1985.

## Pour approfondir